# Museumsinsel (Berlins tunnelbana)
Museumsinsel är en tunnelbanestation i centrala Mitte, Berlin, vid Museumsinsel och Berlins stadsslott. Stationen ligger på linje U5 och invigdes 2021.  
Museumsinsel har en central plattform och ligger i den östra änden av  Unter den Linden, mellan  Deutsches Historisches Museum och  Humboldtforum vid Museumsinsel. En del av stationen ligger strax söder om Schlossbrücke under Spree. Entréer finns vid Museumsinsel, Humboldtforum, Kronprinzenpalais och Deutsches Historisches Museum.

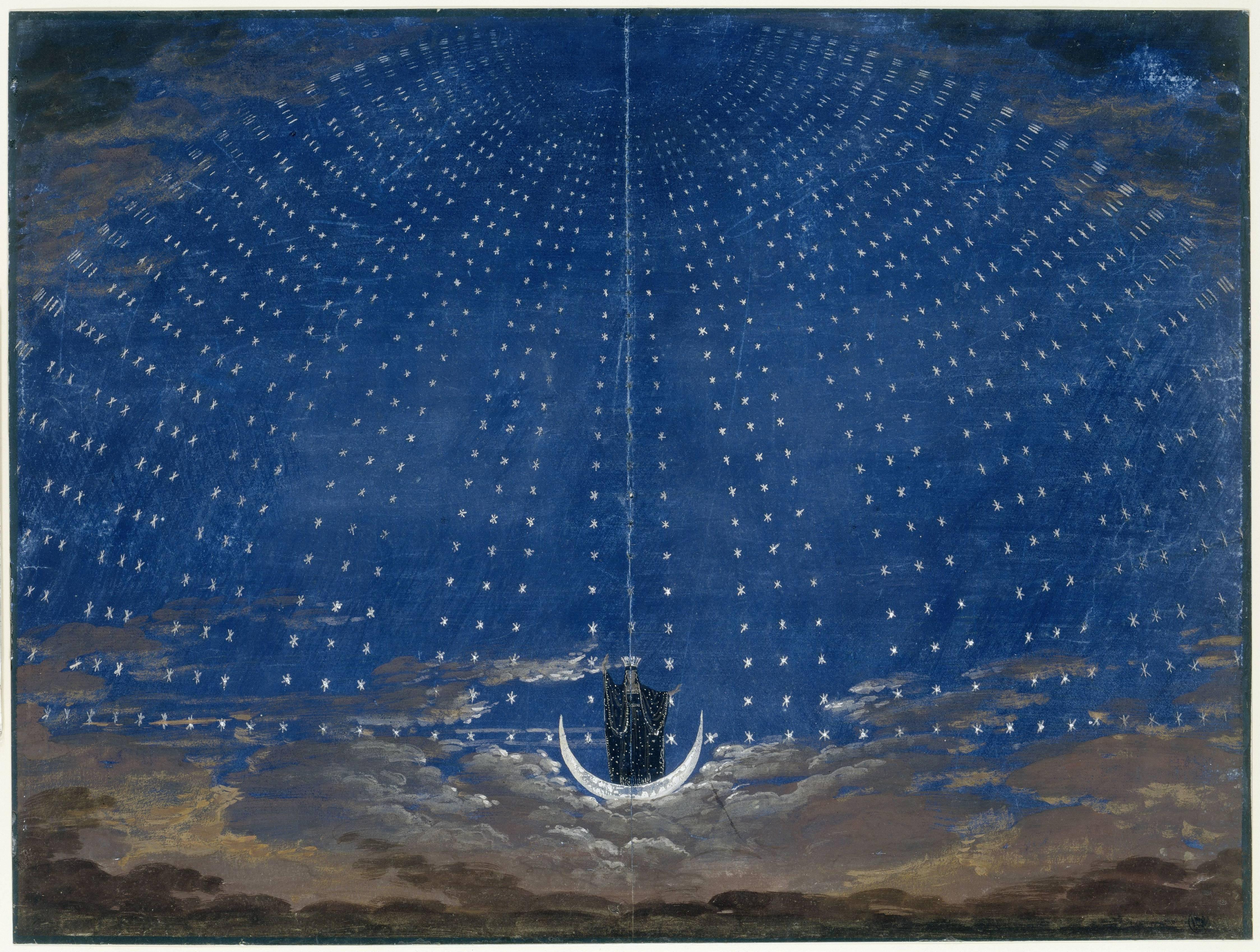
Stationens utformning inspirerades av Karl Friedrich Schinkels scendekor från 1816 för Trollflöjten. Originalteckningen finns i Kupferstichkabinett i Berlin.

Stationens dekor formgavs av Max Dudler och inspirerades av Karl Friedrich Schinkels berömda scendekor från 1816 för en uppsättning av operan Trollflöjten av Wolfgang Amadeus Mozart och Emanuel Schikaneder. Taket över spåren är utformat med en akvamarin stjärnhimmel med 6662 små lampor som lyser upp taket. Väggarna utformades med utgångspunkt i den klassicistiska arkitekturen hos de omkringliggande byggnaderna och är inklädda i ljus natursten med granit från Fichtelgebirge. Väggarna bakom spåren visar fotografier av Stefan Müller föreställande byggnaderna vid Museumsinsel.

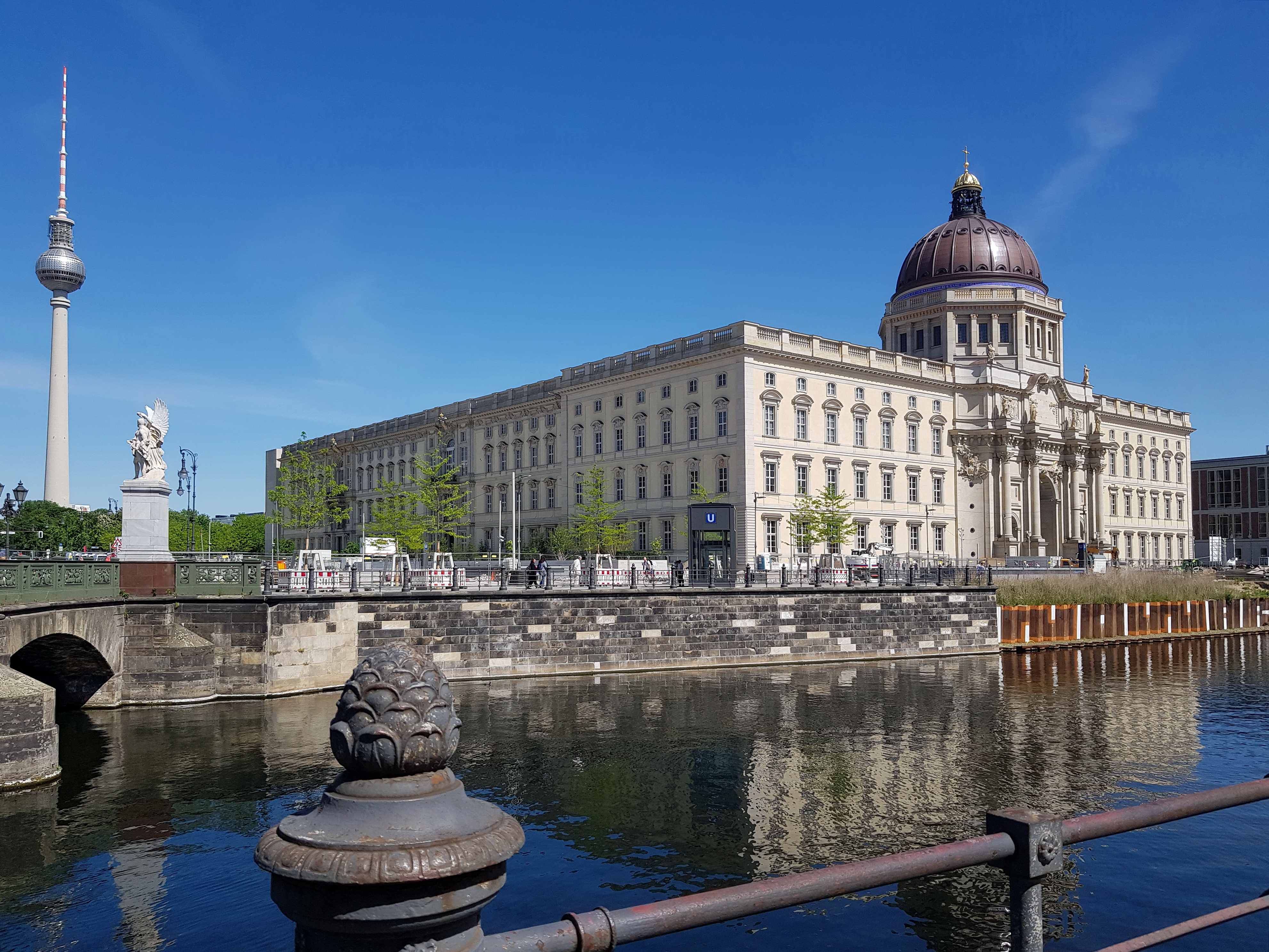
Berlins stadsslott / Humboldt Forum
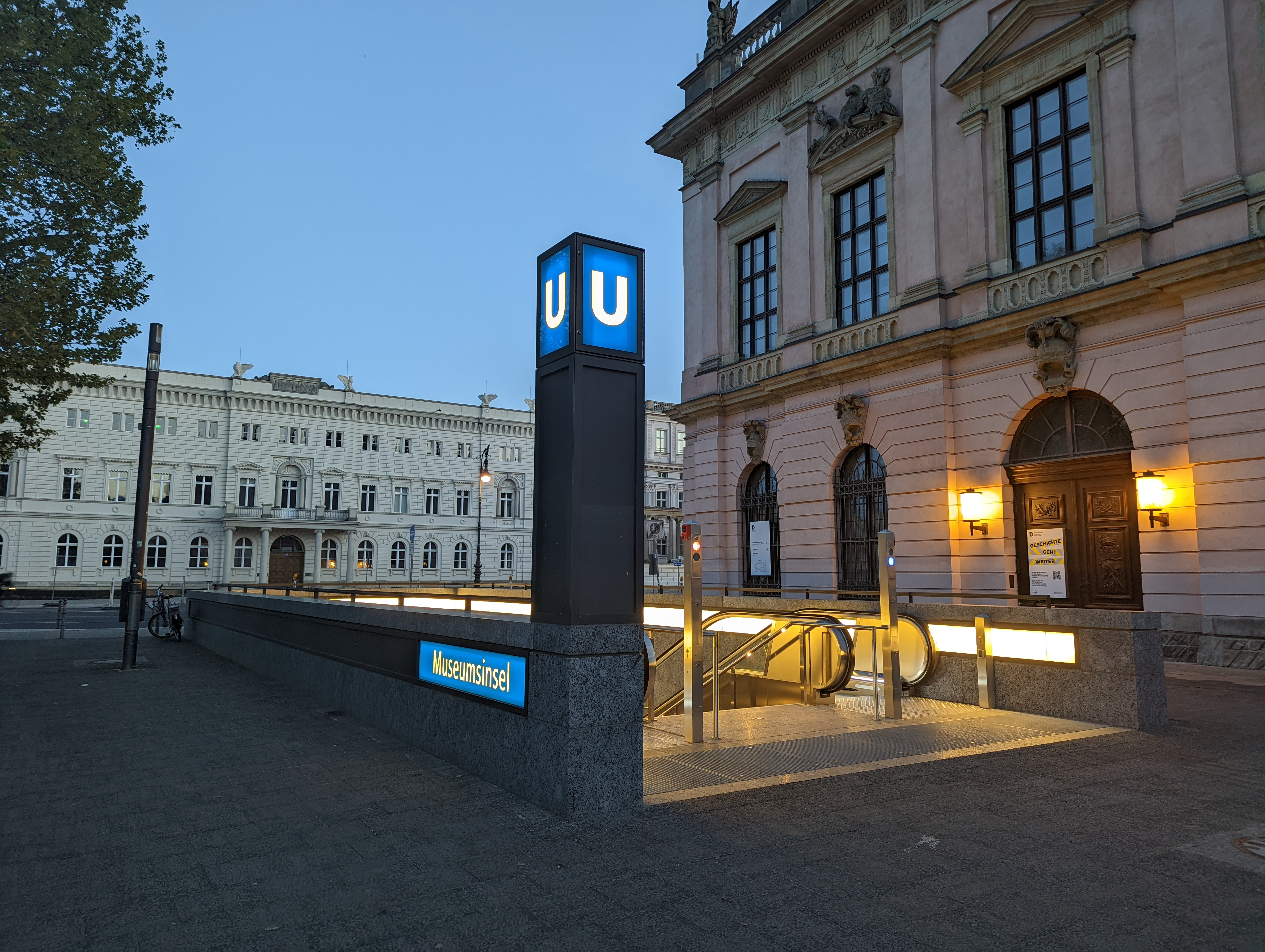
Deutsches Historisches Museum / Unter den Linden
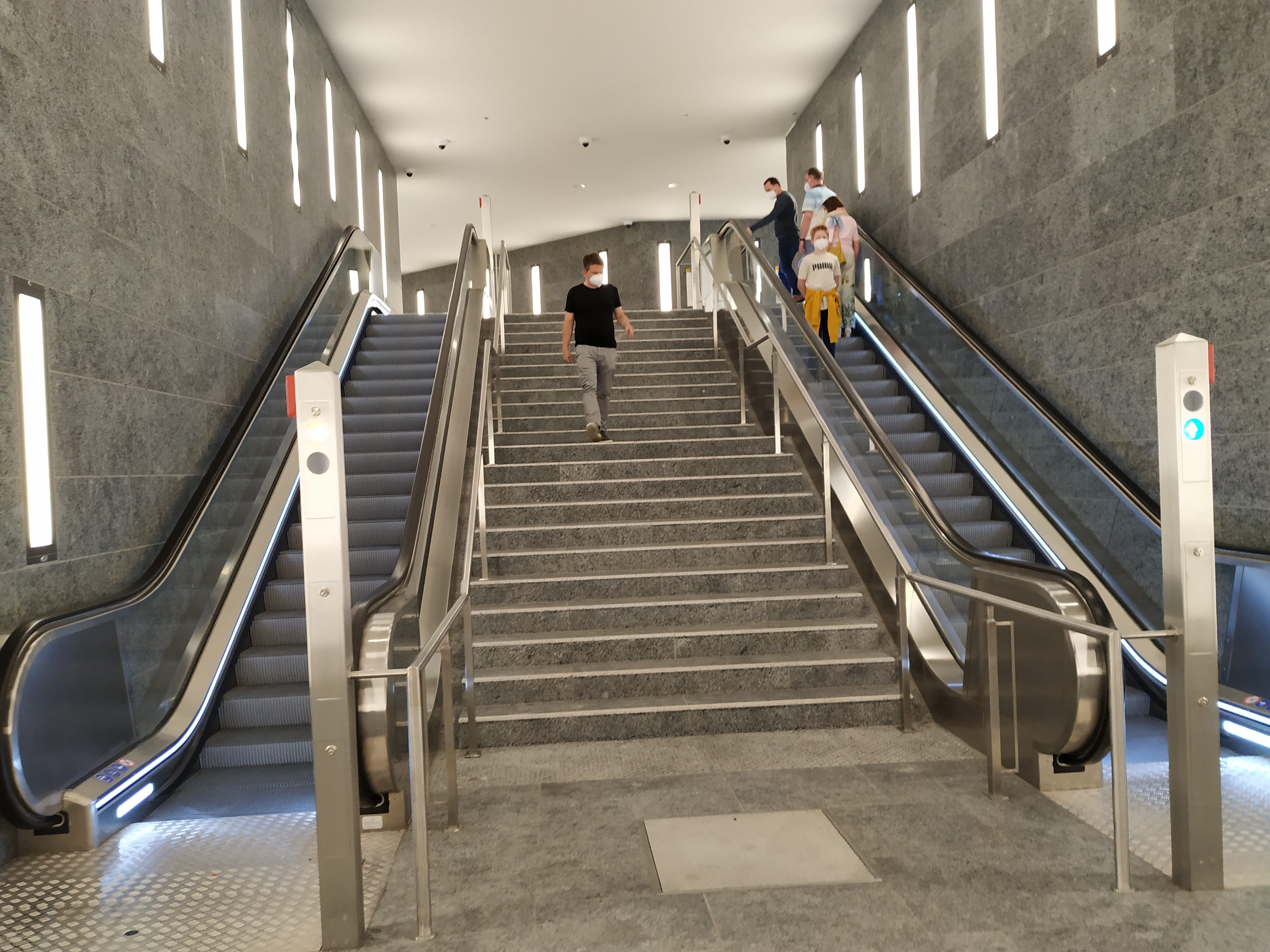
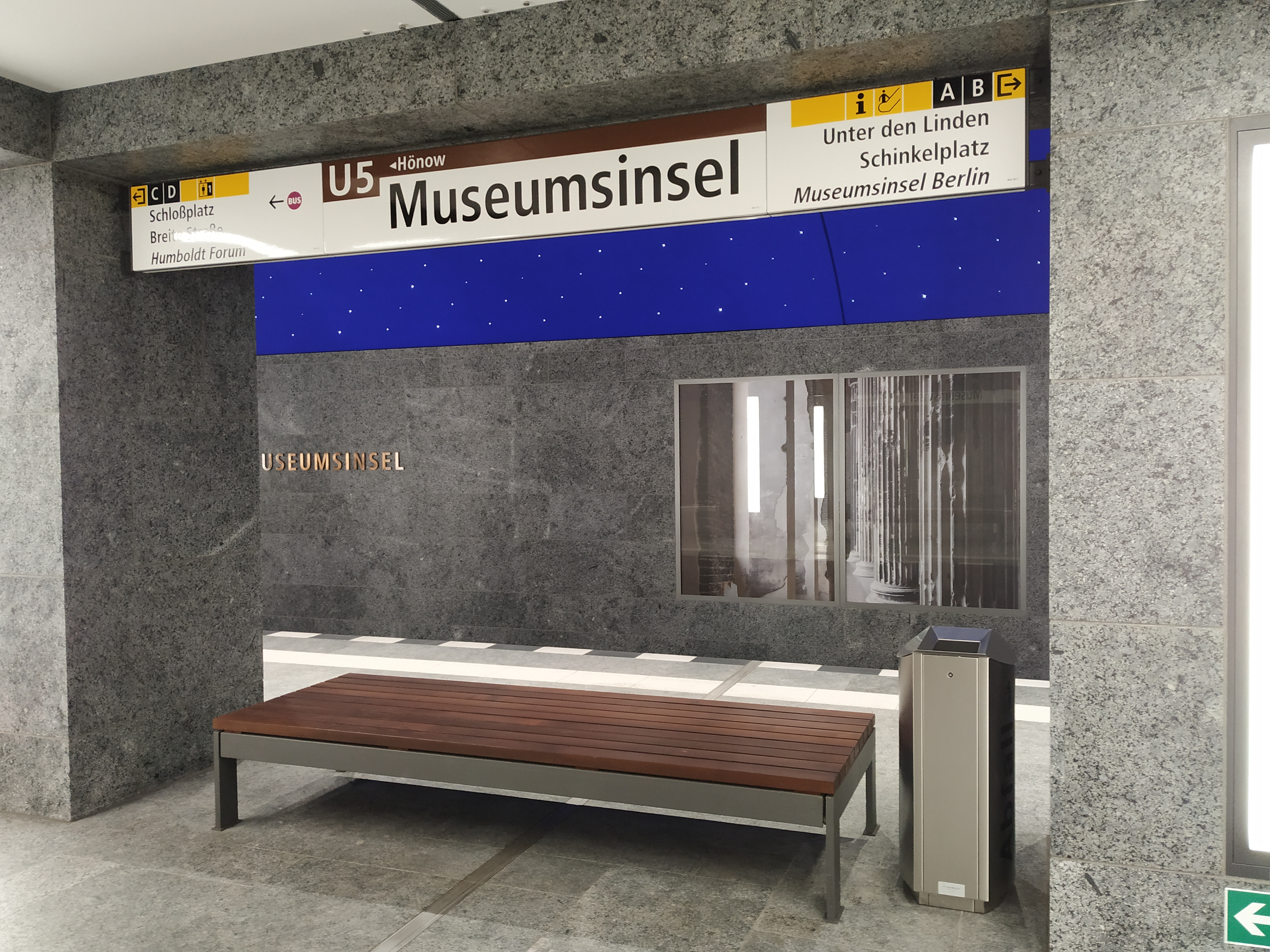
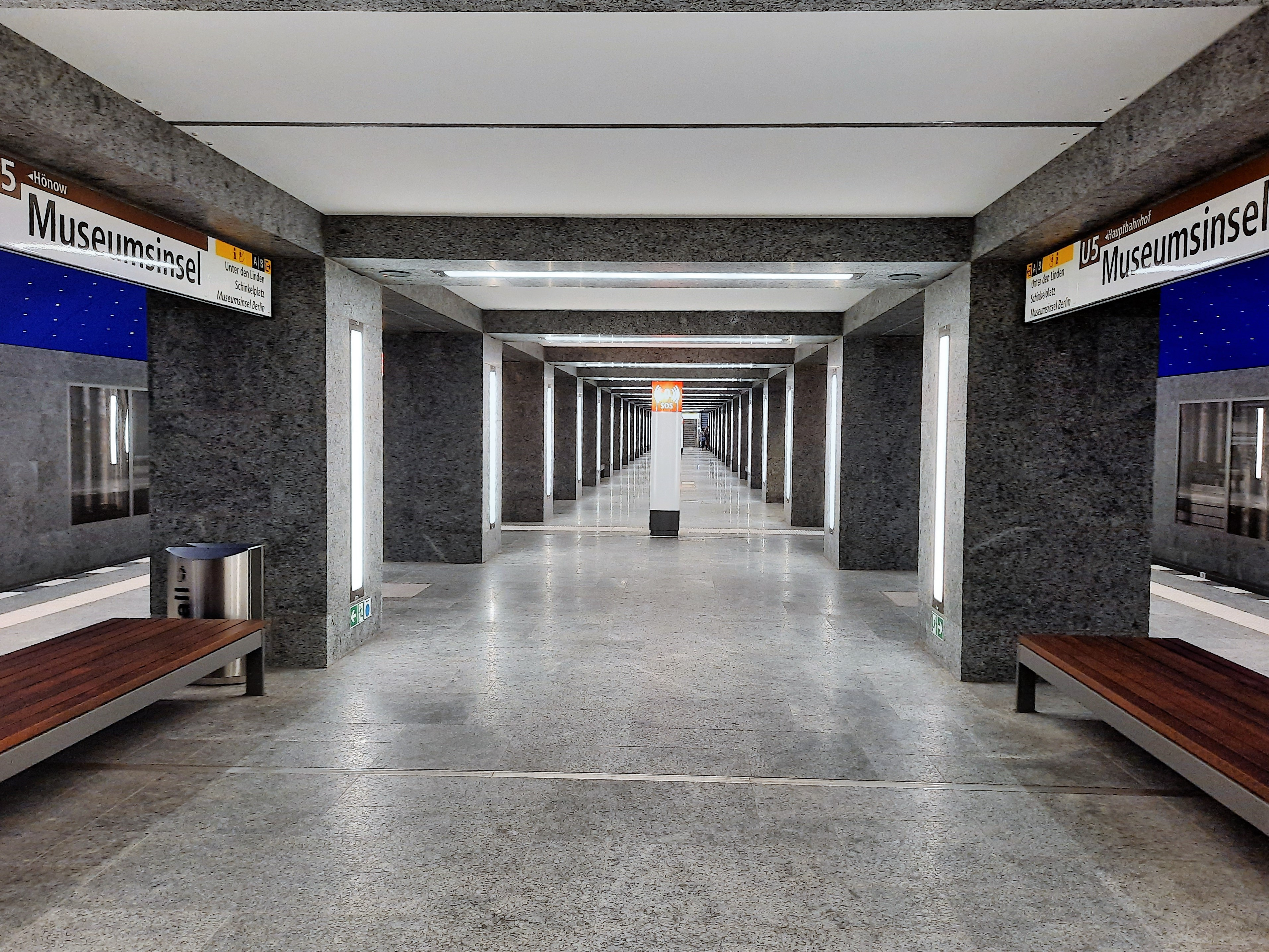
Granitpelare